# Nyandomai járás

A Nyandomai járás az Arhangelszki területen

A Nyandomai járás (oroszul Ня́ндомский райо́н) Oroszország egyik járása az Arhangelszki területen. Székhelye Nyandoma.

## Népesség
- 1989-ben 40 601 lakosa volt.
- 2002-ben 33 465 lakosa volt.
- 2010-ben 30 244 lakosa volt.